# مارسلینو گارسیا (دوچرخه‌سوار)
مارسلینو گارسیا (اسپانیایی: Marcelino García‎؛ زادهٔ ۲۷ فوریهٔ ۱۹۷۱) دوچرخه‌سوار اهل اسپانیا است. وی در مسابقات تور دو فرانس شرکت کرده است.